# Эль-Бурайми (город)
Эль-Бура́йми (араб. البريمي‎) — город в султанате Оман, в одноимённом оазисе. Административный центр мухафазы Эль-Бурайми. Население 104,8 тыс. человек (2013). Граничит с городом Эль-Айн в эмирате Абу-Даби. Здесь находится пункт пропуска через государственную границу.
С 1949 года на территории британского протектората Договорный Оман, особенно в оазисе Эль-Айн (Эль-Бурайми) существовало соперничество между Iraq Petroleum Company (IPC) и Arabian American Oil Company (Aramco), подразделения Standard Oil of California (Socal). В 1952 году Саудовская Аравия оккупировала оазис Эль-Айн (Эль-Бурайми). В октябре 1955 года войска султаната Маскат и эмирата Абу-Даби при поддержке британцев вытеснили саудовские войска из оазиса.